# 张佩芬
张佩芬（1933年—），上海人，籍贯浙江省上虞县，南京大学西语系德语专业，中国作家协会成员，中国大陆翻译家。

## 生平
1933年，张佩芬出生在上海市，籍贯是浙江省上虞县。
1953年，张佩芬毕业于复旦大学西语系德语专业，后来在《译文》、《世界文学》担任编辑，也曾在中国社会科学院担任研究员。
1984年，张佩芬加入中国作家协会。

## 家庭
张佩芬的丈夫是李文俊，中国大陆著名翻译家。

## 作品
- 《赫尔曼·黑塞小说散文选》
- 《迪伦马特小说家集》
- 《法官和他的刽子手》
- 《卢卡契文学论文选》